# Hoachanas
Hoachanas (Nama: ǃHoaxaǃnâs) is een dorp in de regio Hardap in Namibië. Het dorp van 3.000 inwoners ligt ongeveer 55 km ten noordoosten van Kalkrand. Het ligt aan de kruising van de hoofdweg C21 van Kalkrand en de C15 van Dordabis naar Stampriet en behoort tot het kiesdistrict Mariental Rural.
Hoachanas is sinds minstens 1695 bewoond en is de belangrijkste nederzetting van de Khaiǁkhaun (Rode Natie), de grootste en belangrijkste van de substammen van het Nama-volk. Alle stamhoofden van de Red Nation hadden hun hoofdverblijf in deze nederzetting. Hoachanas is ook de woonplaats van Markus Kooper, dominee, onderwijzer en anti-apartheidsactivist.

## Geografie
Hoachanas ligt op het Centrale Plateau van Namibië in een savanne met acaciabomen en struiken die typisch is voor de Kalahari. Het gebied ligt op een hoogte van 1.200 tot 1.500 meter en de gemiddelde jaarlijkse regenval is 200 tot 250 millimeter. De nederzetting wordt doorsneden door de !Guwisib rivier, een zijrivier van de Auob.
De meeste huizen in de nederzetting zijn krotten gemaakt van ijzeren platen. Bijna de helft van de dorpelingen is werkloos en de geletterdheid is laag. De belangrijkste economische activiteit is kleinveehouderij met geiten en schapen.

## Geschiedenis

### Pre-koloniale periode
Hoachanas is de belangrijkste nederzetting van de Red Nation, een substam van het Nama-volk, sinds de vorming van deze groep aan het einde van de 17e eeuw. Er is een eeuwigdurende bron in het centrum van de huidige nederzetting, gelegen achter de oude Lutherse kerk.
In het Vredesverdrag van Hoachanas van 1858 werd een alliantie gevormd tussen Orlam-chef Jonker Afrikaner en Nama-chef ǁOaseb, twee van de machtigste stamhoofden in Zuidwest-Afrika in die tijd. Dit verdrag verdeelde zuidelijk en centraal Zuidwest-Afrika in Namaland en Hereroland, waarbij het gebied onder controle van de Nama's zich uitstrekte van de Kalahari tot het Auasgebergte bij Windhoek. Hoewel hij niet van Herero-afkomst was, werd Jonker Afrikaner geaccepteerd als de leider van Hereroland en bleef in die positie tot hij in 1880 door Maharero werd verslagen. 13 Nama-opperhoofden ratificeerden het verdrag. Het originele document is bewaard gebleven en wordt bewaard in de Nationale Archieven van Namibië in Windhoek.

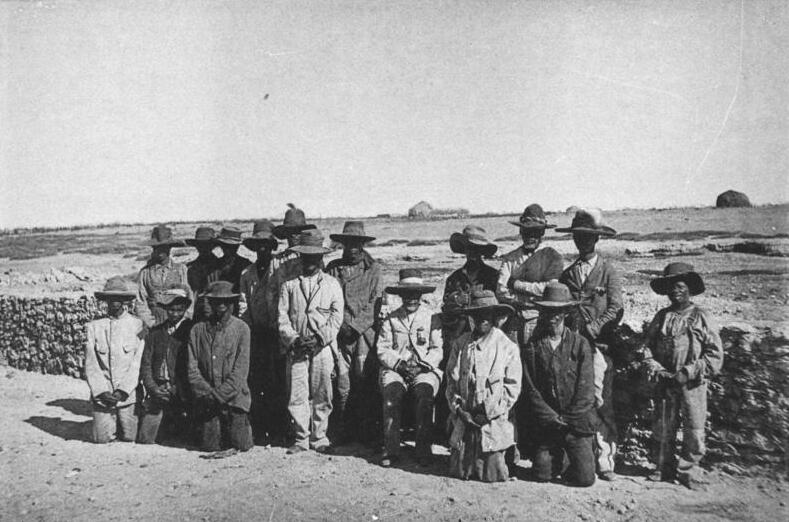
Manasse ǃNoreseb (zittend in het midden) met clanoudsten, Hoachanas 1897

Toen Manasse ǃNoreseb in 1880 het opperhoofdschap van de Rode Natie overnam, had Hendrik Witbooi, leider van de ǀKhowesin (Witbooi Nama), aanzienlijke macht verworven. Witbooi was een aartsvijand van Manasse. Hij installeerde een rivaliserend opperhoofd voor de Red Nation, ǃHoeb ǁOasemab (Fritz Lazarus ǁOaseb), en viel Hoachanas meerdere malen aan. Manasse en zijn clan, hoewel sinds 1885 onder een beschermingsverdrag met het Duitse Keizerrijk dat in 1884 de kolonie Duits-Zuidwest-Afrika had opgericht, ontvluchtten hun thuisnederzetting in 1889 en verhuisden naar Seeis, dat in een gebied lag dat onder controle van Maharero stond. Nadat de troepen van Witbooi in 1894 door de Duitsers waren verslagen, keerde Manasse terug naar Hoachanas.

## Duitse koloniale periode
In 1902 bevestigde Duitse Keizerrijk Hoachanas als het thuisgebied van de Red Nation en creëerde een reservaat van 50.000 hectare. Toen de Herero- en Nama-oorlog uitbrak waarin de Duitsers de inheemse Herero en Nama in hun koloniale gebied aanvielen, staakten Manasse ǃNoreseb en Hendrik Witbooi hun vijandelijkheden en vochten ze samen tegen de Schutztruppe (“beschermingsmacht”, de eenheid die werd ingezet in de Duitse kolonie). Manasse, met slechts 100 gewapende mannen, nam de verdediging van het centrale oostelijke gebied van Aranos, Leonardville, Aminuis en Hoachanas over.
De Schutztruppe van het Duitse Rijk versloeg zowel de Nama als de Herero tijdens deze oorlog. Nama's werden over het hele land verdreven en zelfs gedeporteerd naar de Duitse kolonies Togoland en Kamerun. De etnische structuren van de Nama werden vernietigd en Hoachanas verloor zijn belang als gemeenschapscentrum. Al het land en vee werd door de Duitsers in beslag genomen en de Red Nation kreeg pas in 1922 een nieuw opperhoofd.

## Zuid-Afrikaanse mandaatperiode
In de jaren 1950 werd Hoachanas bevolkt door ongeveer 400 Nama en een aantal Boeren, Afrikaanssprekende blanke boeren. De Boeren probeerden de Nama te laten verhuizen naar hun bantoestan in het gebied van Tses en Aminuis ten noorden van Keetmanshoop. De grootte van het Hoachanas-reservaat werd teruggebracht tot 14.000 hectare en er werd een uitzettingsbevel verkregen dat in 1959 door het Hooggerechtshof in Windhoek werd bevestigd. Alleen Markus Kooper, geestelijk leider van de Nama, werd echter gedwongen om met zijn gezin naar het dorp Itsawisis te verhuizen. De rest van de Nama verzette zich tijdens het apartheidstijdperk tegen de uitzetting en ook Kooper werd door de gemeenschap teruggebracht.

## Onafhankelijk Namibië
In 1996 kocht de Namibische regering de boerderijen Blankenese en Gomchanas en integreerde ze in het Hoachanas-gebied, waardoor de totale oppervlakte steeg tot 22.000 hectare.